# پناهگاه صخره‌ای درمره ۲
پناهگاه صخره‌ای درمره ۲ مربوط به دوران پارینه‌سنگی جدید است و در بخش مرکزی، دهستان گل گل، روستای کمربله واقع شده و این اثر در تاریخ ۲۸ اسفند ۱۳۸۵ با شمارهٔ ثبت ۱۸۴۹۲ به‌عنوان یکی از آثار ملی ایران به ثبت رسیده است.